# 六寨镇美机误炸事件
六寨镇美机误炸事件，又称“六寨惨案”，是在1944年11月27日，美军飞机在广西省南丹县六寨镇进行轰炸，造成上万人死亡的事件。

## 背景
1944年，广西桂林失守后，国民党第四战区司令长官张发奎由柳州撤至河池镇，并计划第一步撤至南丹县六寨镇，第二步向贵州的独山、都匀、贵阳方向撤退。1944年11月10日，柳州沦陷，黔桂铁路、公路上出现不少难民。
1944年，日本军队进入六甲，而国民党有大量军用列车的物资武器车箱停在六甲、拔贡、八圩等火车站，无法运出。国民党重庆司令部得知后与美国空军研究决定派飞机轰炸，不让物资流向日本军队，但译电员译音错误，将“甲”译成“寨”。

## 经过
1944年11月27日，美軍飛機17架飛機低飛轟炸六寨鎮半小時，把面積不及三平方公里的小鎮化為一片火海，長官部一員中將、兩員少將、八員上校，近千名校尉士兵及上萬難民都葬身火海，屍骨無存，重要物資全被炸毀。事後查明原來是後方情報員譯電報誤將「六甲」譯為「六寨」，結果美機未去轟炸日軍前鋒駐紮的金城江附近的六甲鎮，反而狂炸一百五十里外黔桂邊界國軍駐地六寨。事後，譯電員雖被軍法署判處死刑，但第四戰區已元氣大傷。
據張發奎親自口述:「美軍飛機誤炸了大量中國軍民，這是我畢生遭遇最大慘劇，桂柳會戰也是我一生戎馬所遇到之最不幸的戰役。鮑曼交給我文森將軍11月29日8點15分從昆明發來的電報，他見識到誤炸事件給中國軍民帶來巨大的損害，不知如何才能彌補這一重大過失。」

### 事后
六寨镇被轰炸后，附近数百名群众争相寻找被毁的枪械废材和食盐。时任天峨、河池、思恩、东兰、凤山、宜北、宜山民团指挥兼丹池警备区司令的莫树杰命令军队制止群众哄抢行为，并号召前来寻找器械废材、食盐的人和六寨附近的民众共同掩埋死难者尸体，莫树杰委派陈开玉和胡海专门处理这件事，他们决定把两个仓库剩下的食盐，除留几袋作公用外，其余作为搬运安埋死尸的奖励，将群众分队编组并选出领队人，率领群众掩埋尸体，按每搬运两具尸体奖一袋食盐，对于零星不全的尸肉，看情况奖励食盐。同时派兵将一些乘机盗窃军用汽油的人带到六寨，强迫他们一同掩埋尸体。
事隔幾時年，中共出版的歷史書籍仍以為六寨是日本飛機炸平的。例如，全國政協文史資料委員會印行的《文史資料選輯》第四十輯刊載的滯留於大陸的原九十七軍一六六師參謀長曹福謙撰寫的《湘桂黔大潰退目睹記》，有云:「六寨是個大集鎮，被日本飛機炸平了，張發奎幾乎被炸死。」

### 書籍
《文史資料選輯》第四十輯刊載原九十七軍一六六師參謀長曹福謙撰寫的《湘桂黔大潰退目睹記》